# Єжи Боронь
Єжи Боронь (пол. Jerzy Boroń; 4 квітня 1924, Коломия — 20 травня 1986, Вроцлав) — польський скульптор, член так званої Вроцлавської групи, зосередженої навколо Евгеніуша Гепперта. Викладач 
Вроцлавської академії образотворчих мистецтв у 1953–1986 роках.

## Життєпис
Народився Єжи Боронь 4 квітня  1924 року в Коломиї. Був братом польського антикомуністичного діяча Анджея Бороня, наймолодшого з чотирьох дітей Станіслава Бороня, багаторічного директора Державної чоловічої гімназії імені Казимира Ягеллончика в Коломиї, та Ядвіги Боронь з роду Чайковської.
Був учнем Бориса Міхаловського. Після закінчення (1948–1953) навчання за спеціальністю «Скульптура» у Вроцлавській академії образотворчих мистецтв (PWSSP), він став асистентом кафедри скульптури факультету кераміки та скла PWSSP у Вроцлаві (1953–57), потім у 1964–1967 роках очолював студію скульптури в архітектурі, а в 1975–1986 роках – студію скульптури в міському плануванні. У 1972–1975 роках був деканом факультету живопису, графіки та скульптури, а в 1974–1977 роках – проректором PWSSP з художньої та наукової роботи.
Наприкінці 1950-х років його робота зосередилася на візуальному мистецтві в архітектурі та промисловості, яке він очолював разом з групою інших художників, і в зв'язку з чим організовував проблемні виставки, такі як: «У пошуках форми та кольору» (1957) та «Функція форми та кольору» (1961). У 1964 році він організував перший керамічний пленер у Болеславці, який з часом перетворився на міжнародну культурну подію під назвою Міжнародний пленер з кераміки та скульптури. Єжи Боронь також створював скульптури, пов'язані з промисловістю та архітектурою, де його роботи характеризувалися конденсованою, синтетичною формою з чітким художнім виразом. У своїх скульптурах він використовував камінь, кераміку та сталь.
Серед його відкритих проєктів – зварена сталева скульптура біля Обеліска загиблих громадян Громадянської міліції у Вроцлаві (1964; демонтований у 1991 році, перенесений на площу поруч із Вроцлавською академією образотворчих мистецтв), пам'ятник космічній ери (1969; виготовлений з алюмінію, розташований у колишньому міському рові в Олесніці), керамічна композиція «Лебеді» (1978) перед Медичним діагностичним центром DOLMED у Вроцлаві та Обеліск на честь убитих патріотів на перехресті вулиць Реймонта та Клечковської у Вроцлаві (1985; разом з Веславом Хмелем як його художнім керівником).

## Нагороди
- 1945 – Медаль за Одер, Нейсе, Балтику
- 1951 – Медаль Перемоги та Свободи 1945 року
- 1951 – Грюнвальдський знак
- 1971 – Золотий Хрест Заслуги
- 1971 – Будівельник Вроцлава
- 1972 – Медаль «За заслуги перед обороною країни»
- 1976 – Лицарський хрест Ордена Відродження Польщі